# Constitución de Tonga
La Constitución de Tonga es la ley suprema en virtud de la cual opera el Gobierno de Tonga. Fue promulgada por el rey Jorge Tupou I el 4 de noviembre de 1875. Estipula la composición del gobierno de Tonga y el equilibrio entre su ejecutivo, la legislatura y el poder judicial. El aniversario de su paso se celebra anualmente como el Día de la Constitución de Tonga.
La constitución se divide en tres partes. La primera parte es una declaración de derechos del pueblo tongano. La segunda parte aborda la forma de gobierno. La tercera parte proporciona leyes para la propiedad de la tierra, la sucesión y la venta.

## Estructura actual del poder
La forma de gobierno del Reino es la de una monarquía constitucional. El gobierno está dividido en tres órganos: el Gabinete, la Asamblea Legislativa y el Poder Judicial. El Monarca puede legislar a través del Consejo Privado cuando el parlamento no está en sesión, pero tales ordenanzas deben ser confirmadas posteriormente por este para convertirse en ley. 

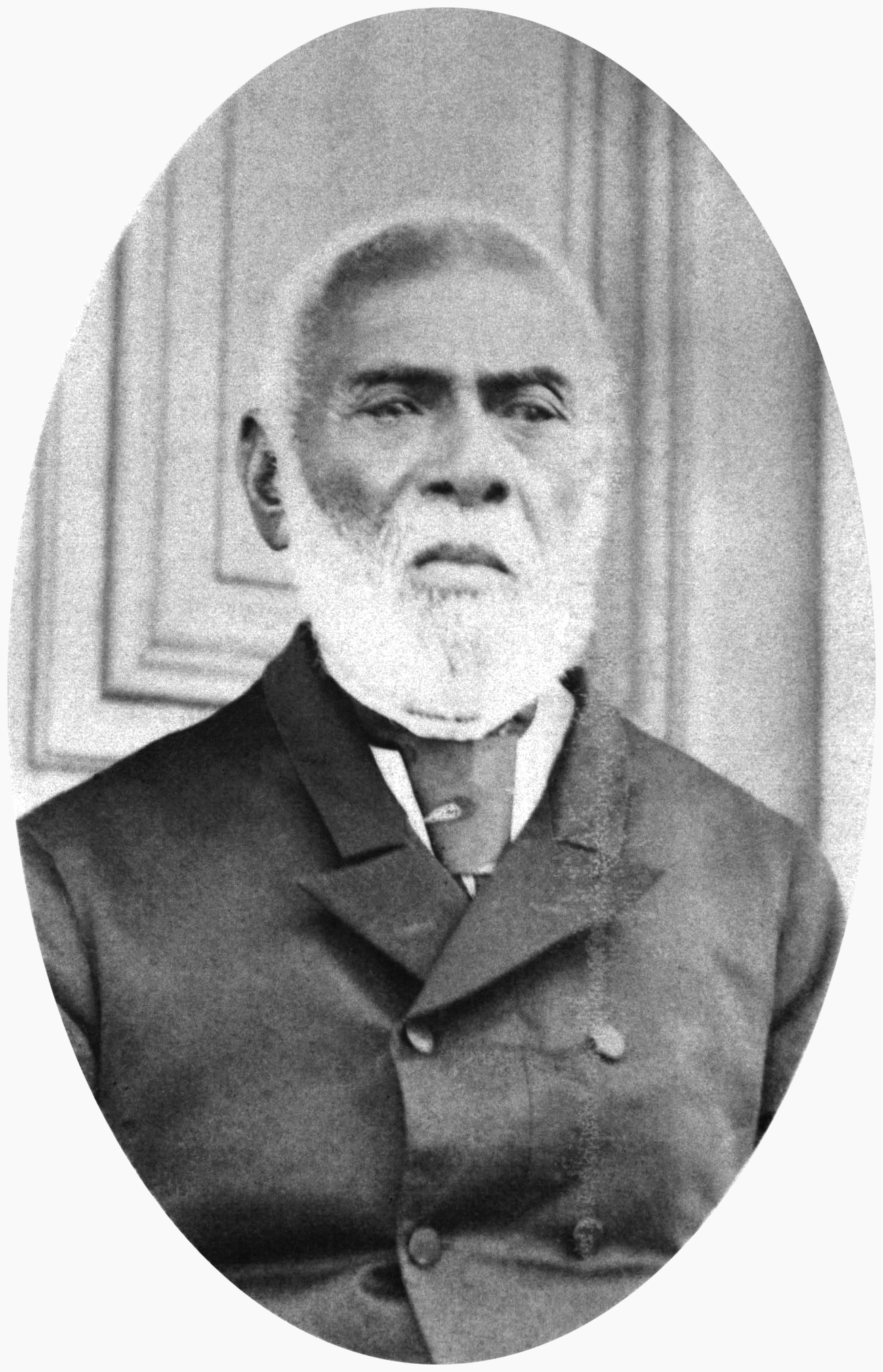
El rey Jorge Tupou I promulgó la Constitución de 1875, que es la que rige hasta la fecha.

El Consejo Privado está formado por «aquellas personas que el Rey considere oportuno convocar a su Consejo».y cumplirá la función de asesorarlo. 
La Constitución puede ser enmendada por la Asamblea Legislativa, siempre que esto no afecte la "ley de libertad", la sucesión monárquica o los títulos o propiedades de los nobles. Las enmiendas deben ser aprobadas por la Asamblea Legislativa tres veces, y ser apoyadas por unanimidad por el Consejo Privado.

## Sucesión al trono
El artículo 32 recoge las reglas sucesorias del Monarca de Tonga. La corona desciende según la primogenitura cognática de preferencia masculina, el trono se otorga a un miembro femenino si ella no tiene hermanos vivos de descendientes legítimos. Solo los descendientes legítimos a través de la línea del hijo y nieto del Rey Jorge Tupou I, el Príncipe Heredero Tēvita'Unga y el Príncipe 'Uelingatoni Ngū, tienen derecho a triunfar. Una persona pierde su derecho de sucesión y priva a sus descendientes de su derecho de sucesión si él o ella se casa sin el permiso del monarca.
En el caso, que de que no haya heredero de la Corona o sucesor que haya sido proclamado, el monarca nombrará a su heredero si la Cámara de Nobles lo consiente. De lo contrario los ministros del gabinete convocarán a los representantes nobles de la Asamblea Legislativa y la Cámara de los Nobles elegirá por votación a alguno de los jefes a quienes deseen acceder al trono. Y tendrá éxito como el primero de una nueva dinastía y él y su descendencia.

## Derechos
La Declaración de Derechos contempla los derechos humanos básicos de la gente de Tonga. Primero estableció a Tonga como una nación libre. Prohíbe la esclavitud, excepto como una forma de castigo por un gran crimen, y establece a Tonga como un refugio para aquellos que han escapado de la esclavitud en una nación extranjera. Establece la ley de igualdad para todos los ciudadanos de Tonga a pesar de su clase social u origen étnico. La constitución proporciona las libertades de adoración, prensa, discurso, petición y asamblea también. Establece un día de reposo el domingo, durante el cual no se deben realizar actividades comerciales o profesionales. Aplica el recurso de Habeas corpus a su gente y establece los derechos básicos de los acusados, como la protección contra el doble peligro. Establece un impuesto nacional a cambio de la protección de la vida, la libertad y la propiedad. Mantiene a los soldados igualmente responsables ante la ley civil. Establece los requisitos para ser seleccionado como jurado y establece una edad de madurez para la herencia del título o la tierra. Finalmente, establece que cualquier extranjero que haya vivido en Tonga durante al menos 5 años puede prestar un juramento de lealtad y convertirse en ciudadano naturalizado, con los mismos derechos y privilegios que los nativos de Tonga, a excepción del derecho de asignación de impuestos hereditarios.